# Poszukiwacze świętego Mikołaja
Poszukiwacze świętego Mikołaja (ang. Santa Hunters) – amerykańsko-kanadyjski film familijny z 2014 roku w reżyserii Savage’a Steve’a Hollanda. Wyprodukowana przez wytwórnię Pacific Bay Entertainment.
Premiera filmu miała miejsce 28 listopada 2014 roku na amerykańskim Nickelodeon. W Polsce premiera filmu odbyła się 13 grudnia 2014 roku na antenie Nickelodeon Polska.

## Opis fabuły
Film opisuje historię czterech dzieci – Elizabeth (Laya DeLeon Hayes), Richarda (Mace Coronel), Alexa (Benjamin Flores Jr.) i Zoey (Breanna Yde), którzy postanawiają podjąć się misji złapania Świętego Mikołaja. Dzieci zastawiają na niego szereg pułapek, ale z czasem uświadamiają sobie, że ich działania mogą skończyć się tragicznymi konsekwencjami. Elizabeth i reszta próbują naprawić swój błąd.

## Produkcja
Zdjęcia do filmu kręcono w Vancouver w Kanadzie.

## Obsada
- April Telek jako Natasha
- Mace Coronel jako Richard
- Breanna Yde jako Zoey
- Laya DeLeon Hayes jako Elizabeth
- Benjamin Flores Jr. jako Alex
- Kelly Perine jako wujek Charlie
- Donavon Stinson jako Święty Mikołaj

i inni.

## Wersja polska
Wersja polska: na zlecenie Nickelodeon Polska – Start International Polska

Nadzór merytoryczny: Katarzyna Dryńska

Wystąpili:
- Radosław Popłonikowski – narrator
- Michał Mostowiec – Alex
- Magdalena Wasylik – Elizabeth
- Natalia Jankiewicz – Zoey
- Marek Moryc – Richard
- Stefan Knothe – dyrektor szkoły
- Janusz Zadura – wujek Charlie
- Agnieszka Kunikowska – Natasza
- Andrzej Chudy – Mikołaj
- Adam Krylik
- Agnieszka Fajlhauer
- Krzysztof Szczepaniak
- Beata Jankowska-Tzimas
- Miłogost Reczek

i inni